# Simon Stern
Simon Stern (* 1971) ist ein US-amerikanischer Jurist.

## Leben
Er erwarb den B.A. am Yale College, 1999 Ph.D. in Englisch an der University of California, Berkeley und 2002 den J.D. an der Yale Law School. Er lehrt an der Juristische Fakultät der University of Toronto (Professor seit 2019, Associate Professor 2012–2019, Assistant Professor 2007–2012).

## Schriften (Auswahl)
- mit John Bender (Hrsg.): Henry Fielding: Tom Jones. Oxford 2008, ISBN 0-19-953699-6.
- mit Nan Goodman (Hrsg.): The Routledge research companion to law and humanities in nineteenth-century America. London 2017, ISBN 978-1-4724-4100-3.
- mit Maksymilian Del Mar und Bernadette Meyler (Hrsg.): The Oxford handbook of law and humanities. New York 2020, ISBN 978-0-19-069562-0.